# Pécsudvard
Pécsudvard è un comune dell'Ungheria di 685 abitanti (dati 2008) situato nella contea di Baranya, regione Transdanubio Meridionale